# 曼谷的發條女孩
是2009年出版的一本科幻小說，由保羅·巴奇加盧比所著。

## 故事簡介
在未來世界，世界被各式各樣的疫病侵襲，大部分的陸地因溫室效應被海水淹蓋。安德森是一位外國的熱量販子，在曼谷聘請落難的黃卡人-馬來西亞華僑陳福成興建彈簧工廠，藉以掩飾他到泰國尋找種子庫的真正目的。泰國的內政十分混亂，貿易部希望加強與世界貿易以增加財富；環境部則歇力阻止貨物入侵以減少病菌流入，兩個部門為此經常爭權。屬於環境部的曼谷之虎賈迪被副手坎雅出賣致死，兩黨的鬥爭更白熱化。同時間，支持貿易部的攝政王被遺棄在曼谷的日本發條女孩惠美子所殺。貿易部認為是環境部的所為，內戰一觸即發。貿易部輕易擊敗了環境部得勢，引入世界各地的熱量販子到曼谷交易，當中包括安德森所代表的公司。但背叛了賈迪的坎雅最終決定忠於泰國的人民，殺死了外國人，並放棄了曼谷，帶同女王到北部重建國家。

## 设定

### 发条人
因为本书故事发生时日本步入了老龄化社会，因此日本人发明了发条人来进行各方面的工作，从事农业生产、家政服务等。他们分成军用版和民用版两种，两种有超过人类的速度和身体素质，但是民用版的发条人会因此而过热，甚至因此死亡，而军用版则不存在这样的状况。泰国军队曾经与缅甸的军用发条人作战过。发条人的一个典型的特征就是动作一顿一顿，就像玩具一样。

### 柴郡猫
一种被基因改造过的猫，因为强大的生存能力而取代了猫在大自然的生态位置，并且在世界各地大量繁衍，成为了害虫。

### 黑豹部队
是负责保卫泰王室的精英部队，他们身穿黑色的动力装甲。

### 黄卡人
在本书故事发生之前，在马来西亚发生了一场排华暴动，原本处于社会上层的华人被土著马来人推翻，很多人被杀死，其中包括陈福成的家人。活下来的人则通过各种途径抵达泰国，获得类似于身份证的黄卡，居住在资源衰竭之前兴建的、已废弃的大楼里。

## 獎項
曼谷的發條女孩分別奪得康普頓·庫克獎、約翰·坎貝爾紀念獎、星雲獎及雨果獎等多個國際大獎。